# Привреда Централноафричке Републике
Централноафричка Република је једна од најнеразвијенијих земаља на свијету. Централноафричка Република има минерале (нафта, злато, дијаманти, руда уранијума), природне ресурсе (дрво, хидроелектране). Међутим, земља је и даље једна од најсиромашнијих земаља не само на свијету, већ и на афричком континенту, што је отежано сталним међуетничким и међувјерским ратовима, у којима власт не контролише већи дио земље. Основа привреде земље су пољопривреда и шумарство, њих је до 55% БДП-а. Главне извозне културе су памук, кафа, дуван, кикирики, просо, сусам и банане. Индустрија дрвета и дијаманата чинила је приближно 16% и скоро 14% прихода од извоза. За већину становника Централноафричке Републике, једино средство за живот је илегална трговина дијамантима, слоновачом, дивљим животињама или традиционалном медицином.
Од 2016. године земље ЕУ дају стратешке савјете влади и послале су мисију од више од 3.000 људи у ЦАР како би одржале мир. Осим тога, Брисел је обезбиједио стотине милиона евра хуманитарне помоћи  .

## БДП
| Година              | 2006   | 2007   | 2008   | 2009   | 2010   | 2011   | 2012    | 2013   | 2014    |
| ------------------- | ------ | ------ | ------ | ------ | ------ | ------ | ------- | ------ | ------- |
| БДП долара по особи | 350    | 380    | 420    | 450    | 470    | 480    | 480     | 310    | 330     |
| БДП милиони долара  | 1473.7 | 1698.1 | 1985.4 | 1981.4 | 1986.0 | 2195.6 | 2,169.7 | 1544.6 | 1.782,9 |

## Инфраструктура
Државни монополи за комуналне услуге (вода, струја, пошта, телефон) су у тешкој финансијској ситуацији, чему доприноси велики дуг становништва. Амортизација мрежа доводи до честих несрећа, а оружани сукоби често онемогућавају њихово благовремено поправљање и одржавање. Већину електричне енергије у земљи производи хидроелектрана у граду Боали у префектури Омбела-Мпоко . У ЦАР постоје 4 радио станице и 1 ТВ станица, постоји један интернет провајдер, а излази неколико периодичних издања. Али све ово доноси само безначајне приходе у буџет.

### Транспорт
Саобраћајна мрежа земље је веома слабо развијена, а не постоје ни жељезничке пруге. Земља има само један међународни аеродром. Ријека Убанги је од посебног значаја за транспорт робе, јер су током кишне сезоне путеви испрани и по њима постаје немогуће транспортовати робу. Ријечна пловидба на ријеци Убанги је затворена од априла до јула. Од 2012. до 2019. године, комуникација између Бангија и Киншасе, главне извозне дестинације робе, била је значајно отежана грађанским ратом.
Аутомобилски путеви
- укупно - 20,2 хиљаде км (2010)  Највећи дио горива се увози из Камеруна или ДРЦ-а, што доводи до прекида у снабдијевању бензином, дизел горивом и млазним горивом .
  - 429 км асфалтирано

Аеродроми
- укупно - 39 (2013) , укључујући:
  - са тврдим премазом - 2 (од 2438 до 3047 м - 1, од 1524 до 2437 - 1)
  - без тврдог премаза - 37 (од 2438 до 3047 м - 1, од 1524 до 2437 - 11, од 914 до 1523 - 19, мање од 914 - 6)

Жељезница
Једина пруга уског колосјека која је саобраћала на територији Централноафричке Републике водила је од Зинга до Монга. Била је широка 600 мм и дугачка само 7,5 км (4,7 миља). Линија је радила од 1930. до 1962. године приликом транспорта робе до заобилажења плитких ријечних брзака и потпуно је стављена ван погона након што је завршена изградња заобилазног канала дубине 2,5 м. Оператер је била компанија фр. Compannie Générale de Transport en Afrique Equatoriale  . 11. априла 2006. године жељезничка линија ЦАР уписана је на привремену листу светске баштине УНЕСКО  .

## финансије
Финансијски сектор ЦАР, најмањи у ЦЕМАЦ-у, игра веома ограничену улогу у подршци економском расту. Пошто пати од слабог тржишта, финансијски систем је и даље мали, неразвијен и којим доминирају комерцијалне банке. Због специфичности пресељења становништва земље и из безбједносних разлога, сва финансијска активност је концентрисана у главном граду Бангију . Само 1% становништва има депозите у банкама. Микрофинансирање је 1% кредитног капацитета земље, служећи 0,5% становништва.

## Пољопривреда
72% становништва Централноафричке Републике је запослено у пољопривреди. На њега отпада до 58% БДП-а. Само мање од једне трећине земљишта се користи за пољопривреду. Сјеверозападни и централни дијелови земље су важан пољопривредни регион за памук, банане, дуван, кафу, сусам и шећерну трску . На сјеверу земље (процјена 2012. године) се гаје сирак (42,8 хиљада тона) и просо, на југу кукуруз (110 хиљада тона), маниока (563 хиљаде тона), јам (350 хиљада тона) и пиринач (29,7 хиљада тона). Обраду земљишта углавном обављају жене. Прехрамбени усјеви се извозе у малим количинама, али њихов приход је један од главних извозних артикала. Производња прехрамбених усјева за домаћу потрошњу игра важну улогу у привреди, јер приход од њихове сезонске продаје премашује приход од извозних усјева као што су памук или кафа. На примјер, производња маниоке, дневне хране Централне Африке, креће се од 400 до 600 хиљада тона, док се производња памука, главне извозне културе, креће од 25 до 45 хиљада тона годишње. Поред тога, од прехрамбених усјева прави се јак алкохол или пиво од сирка. Приходи од њихове продаје такође чине значајан дио буџета. Главна препрека развоју је лоша развијеност инфраструктуре и недостатак државне подршке производњи. Такође, озбиљна препрека уласку на нова тржишта је и удаљеност од главних трговачких путева.

## Сјеча и обрада дрвета
Приходи од шумарске индустрије дају значајан допринос БДП. Шумске плантаже заузимају површину од 3,8 милиона хектара. Вриједне сорте тропског дрвета се извозе без прераде, у облику трупаца, док се мање вриједне сорте прерађују у локалним фабрикама у шперплочу и иверицу . Од почетка колонизације земље, Французи су доносили каучуковца за узгој. А данас је природни каучук извозна роба.

## Риболов
Риболов је уобичајен углавном дуж река. Највећи дио улова се продаје у ДРЦ . Влада је 1950. године започела програм подршке узгоју рибе, а до краја 1968. године у земљи је било око 12.000 рибњака. У 2003. години укупан улов је био 15 хиљада тона.

## Индустрија
Индустријска структура, која никада није била високо развијена у поређењу са сусједним земљама, у великој мјери је патила од војних и политичких немира. Неке гране лаке индустрије, настале још 1970-их и 1980-их година (фабрике за производњу тканина, обуће, прераду пољопривредних производа), практично су нестале. Земља и даље има производњу хране, пива, одјеће и грађевинског материјала. Индустрија даје око 12% БДП-а. Копају се дијаманти, нафта, алуминијум и злато, али ископавање злата опада. У близини Бакуме постоји налазиште руде уранијума, али се од 2017. године не развија. Приватни сектор запошљава око 11.000 људи.

### Дијаманти
ЦАР дијели 4-5. мјесто у свијету по квалитету (чистоћи) дијаманата. Централноафричка Република је 2012. године била на 10. мјесту у свијету по производњи дијаманата. Амерички геолошки завод процјењује резерве дијаманата у Централноафричкој Републици на око 39 милиона карата. Снабдијевање дијамантима за свјетску индустрију накита износило је око 500.000 бруто карата годишње. У овом индустријском сектору врши се илегално рударење, често под контролом илегалних наоружаних група, а шверц је веома развијен. Ископавање дијаманата, као и трговина дијамантима, су редовне активности које различите владе земље желе да национализују. ЦАР је 2013. године искључен из Кимберли процеса и стављен под трговински ембарго. У мају 2016. године ембарго је дјелимично укинут, али је остао на снази на дијаманте ископане на сјеверу и истоку земље. У децембру 2017. године ембарго је потпуно укинут. Једна од компанија за ископавање дијаманата и злата у префектури Лобаје за 2019. годину је Лобае Инвест. Компанија управља са два локалитета „Иава“, површине 385 км² и „Пама“, површине 3712 км². Плата по дану за рад локалног становништва у руднику је 2000 ЦАР франака (око 3,5 америчких долара)  .

### Нафта
Прве нафтне бушотине избушиле су почетком 1980-их година америчке нафтне компаније. Касније је француски Тотал почео да развија нафтна поља. Године 2004. раскинут је уговор са америчком нафтном компанијом RSM Production Corporation , а директор компаније Џек Гринберг оптужен је за превару и штету по животну средину. Суд Централноафричке Републике осудио га је на 5 година затвора и 152 милиона евра одштете. До 2013. године на нафтним пољима биле су укључене и кинеске компаније Sinopec и Poly Technologies, али су биле принуђене да смање своје активности због безбједносних пријетњи. Нафту на граници са Чадом развија Гордил. У области Бирао код Боромате истражене резерве нафте за 2017. годину су биле милијарду барела нафте. Идентификована су четири перспективна нафтна поља: Багара, Досео, Саламат и Доба/Банго. Према неким стручњацима, резерве нафте могле би да буду и до 5 милијарди барела.

### Уран
1960-их година Француска комисија за атомску енергију открила је налазиште боксита са налазиштима руде уранијума у околини Бакуме. Резерве руде се процјењују на око 20.000 тона. У августу 2008. године група Арева потписала је петогодишњи уговор од 27 милиона евра (18 милијарди ЦФА франака) за развој налазишта уранијума у Бакуму. Од 2013. године Арева одбија да обнови уговор због недостатка безбједности и како је касније објављено, глобалног пада интересовања за уранијум.

## Туризам
Туризам у републици је слабо развијен. У ЦАР нема лука, пошто земља нема излаз на море, а нема ни жељезницу. Једини међународни аеродром налази се у главном граду земље Банги Мпоко .
У главном граду постоји неколико хотела. Главне туристичке дестинације: водопади у Боалију ; Национални парк Ђанга-Сангха (село Баианга ); ријека Санга ; животињски туризам (гориле, слонови, жирафе); сафари ; етнотуризам ( Баћани ). Вјерује се да је најбоље вријеме за посету већем дијелу земље од новембра до априла  .
Од 2013. године нема прихода од туризма, пошто су непријатељства у сусједним земљама и грађански рат узели данак у туризму. Ова индустрија се сматра перспективном за даљи развој након завршетка грађанског рата и обезбјеђивање безбједности туриста  .

## Трговина
Подаци о трговању за 2001. годину
- Извоз: 146,7 милиона долара
  - Извоз: дијаманти, дрво, памук, кафа, дуван
  - Извозне дестинације: Белгија 32.57%, Кина 10,49%, Индија 10.36%, Мароко 10.24%, Република Конго 6,87%, Француска 5,79% (2009)
- Увоз: 237,3 милиона долара
  - Увоз: храна, текстил, нафтни производи, машине, електрична опрема, аутомобили, хемикалије, лијекови
  - Увозне дестинације: Јужна Кореја 29.19%, Либија 10,30%, САД 7,78% Камерун 7.39%, Холандија 6,77% (2001)

Подаци о трговању за 2015. годину
- Извоз: 172,8 милиона долара 
  - Извоз: дијаманти, памук, кафа, дрво, маниока
  - Извозне дестинације: Кина 29.2%, Индонезија 15.1%, ДРЦ 15%, Норвешка 7%, Мароко 5.9%, Саудијска Арабија 4.4%, Француска 4% (2014)
- Увоз: 264,9 милиона долара 
  - Увоз: храна, текстил, нафтни деривати, машине, електрична опрема, хемикалије, лијекови
  - Увозне дестинације: Норвешка 14%, Кина 7.7%, САД 7.6% (2014)

Подаци о трговању за 2016. годину
- Извоз: 77 милиона долара
  - Извоз: дијаманти, дрво, памук, кафа, дуван
  - Извозне дестинације: Норвешка 52.2%, Кина 14.1%, Демократска Република Конго 8.3%
- Увоз: 375,3 милиона долара
  - Увоз: храна, одјећа, нафтни производи, машине, електрична опрема, аутомобили, хемикалије, лекови
  - Увозне дестинације: Норвешка 39.3%, Француска 6.8%, САД 4.6%

Подаци о трговању за 2017. годину
- Извоз: 118,5 милиона долара
  - Извозне дестинације: Француска 31.2%, Бурунди 16.2%, Кина 12.5% Камерун 9.6%, Аустрија 7.8% (2017)
- Увоз: 380,5 милиона долара
  - Француска 17.1%, САД 12.3%, Индија 11.3%, Кина 8.2%, Јужна Африка 7.4%, Јапан 5.8%, Италија 5.1%, Камерун 4.9%, Холандија 4.6% (2017)

## Билатерални односи

### Француска
До почетка 2005. године земља је била зависна од политике Француске. Француска је, с друге стране, била главни снабдјевач инжењерским производима, оружјем, храном, индустријским производима и лијековима. Француска је такође била главни купац (око 24% укупног извоза - до 41 милион долара Сједињене Америчке Државе) шумски производи, дијаманти, руда уранијума, памук, пољопривредни производи и воће. Компаније које су заступале интересе Француске као што су Areva, Total, Castel Group, Groupe Bolloré имале су своје интересе у земљи. Након упућивања мировног контингента УН МИНУСКА на територији Централноафричке Републике 2013. године, ситуација у републици се није побољшала, већ се погоршала. До 2007. године Француска је престала да игра кључну улогу у земљи и изгубила је контролу над већином територија. Француске компаније су биле принуђене да смање своје активности и напусте земљу. Извоз у 2014. године износио је само 4%. Француска је 2016. године повукла већину својих трупа из Централноафричке Републике, остављајући само неколико десетина војних специјалиста. У 2017. години промет трговине је поново повећан и износио је 31,2% извоза и 17.1% увоза.
Француски министар спољних послова Жан-Ив Ле Дриан најавио је 5. новембра 2018. године у Бангију испоруку 1.400 јуришних пушака војсци ЦАР-а и додјељивање суме од 24 милиона евра земљи  .

### Кина
У земљи послује неколико грађевинских компанија. Они су, чак и по налогу Бозизеове владе, изградили спортски стадион, неколико болница и низ школа у главном граду Централноафричке Републике. Од 2013. године неке компаније настављају да раде у Централноафричкој Републици, испуњавајући ријетке приватне поруџбине. Кинеске компаније Sinopec и Poly Technologies (ПТИ), које су од предјседника Бозизеа добиле дозволу за развој нафтних поља на сјеверу земље, 2013. године, биле су принуђене да напусте нафтне платформе због пријетњи оружаним насиљем током сљедеће рунде грађанског рата у земљи. Кинеска дрвна компанија Vicwood остаје један од највећих играча на тржишту дрвета у земљи. Кинеска политехнологија (ПТИ) од 2017. године покушава да се врати на тржиште аутомобила нудећи залихе оружја. Влада ЦАР је у прољеће 2018. године поднијела захтјев Савјету безбједности УН да овој компанији да дозволу за ове испоруке, али су Француска, Британија и САД то одбиле у релевантном комитету Савјета безбједности.
Пекинг је 2015. и 2018. године, како је најављено, отказао дио дугова Централноафричке Републике како би изградио дугорочне чврсте везе. Генерално, кинеска стратегија у Централноафричкој Републици не разликује се много од стратегије која се користи у другим афричким земљама. Према резултатима за 2015. године Кина је постала главни извозни партнер – испоруке су износиле 29,2% укупног обима.

### Русија
Русија је 2017. године склопила низ споразума са предсједником Фостен-Аршанж Туадера о техничкој и војној сарадњи, укључујући снабдјевање оружјем и војну помоћ. Такође, један од споразума предвиђа дозволу руским компанијама да „спроводе активности у циљу истраживања могућности обострано корисног развоја резерви природних ресурса Централноафричке Републике“ . У љето 2018. године Русија је почела да тражи концесије за рударство у Централноафричкој Републици.
Трговински промет између Централноафричке Републике и Руске Федерације у 2015. години износио је 23.465 долара (извоз у Русију), 16.629 долара (увоз из Русије); у 2016. години - 22.408 долара (извоз у Русију), 882.688 долара (увоз из Русије); у 2017. години - 5484 америчких долара (извоз у Руску Федерацију), 2 358 163 долара (увоз из Руске Федерације)  .